# 709 до н. е.

## Події
- 17 липня — перший опис повного сонячного затемнення, зроблений китайцем Чу Фу.